# Sint-Jan Baptistkerk (Ossel)

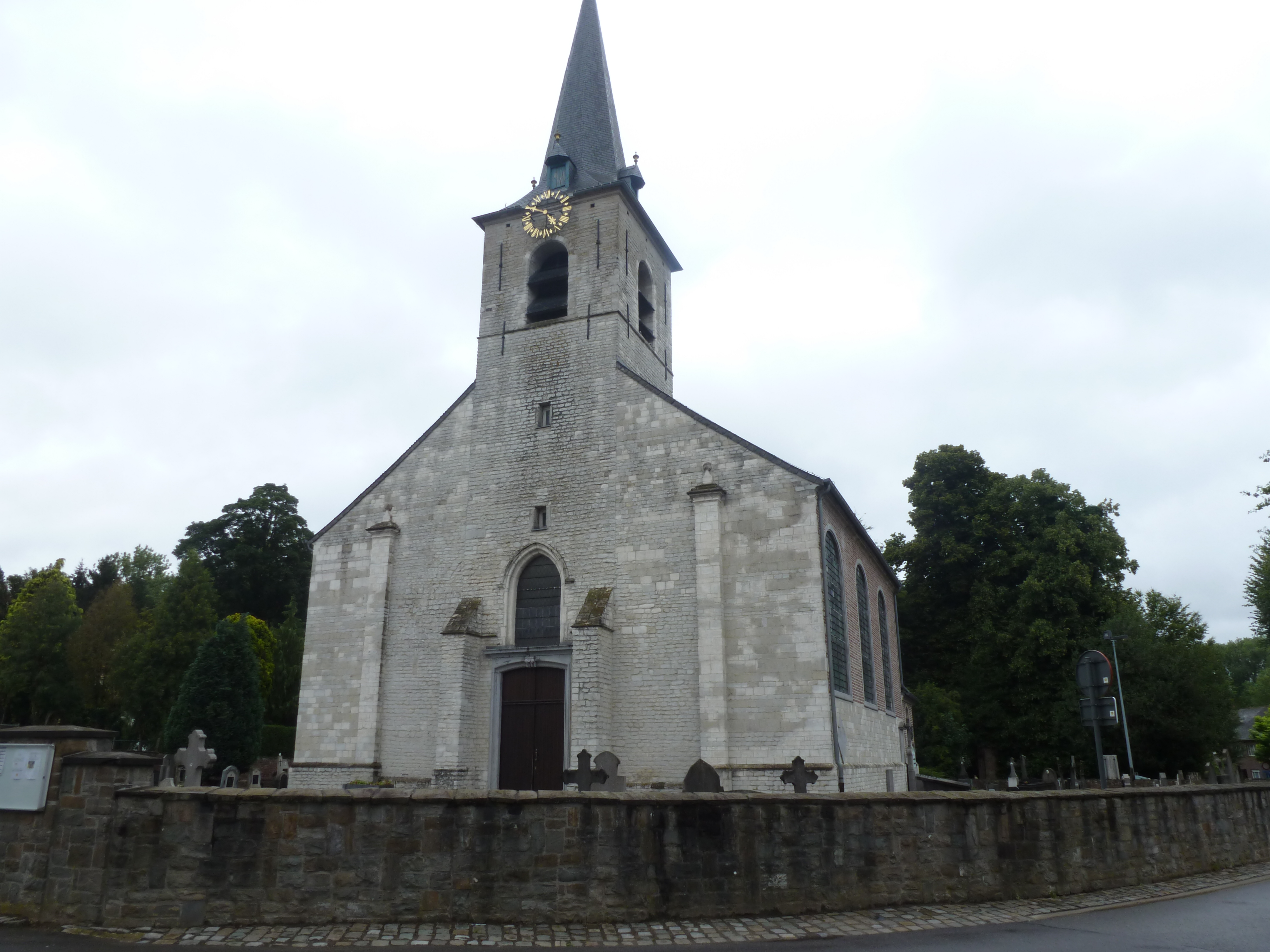
Sint-Jan Baptistkerk

De Sint-Jan Baptistkerk is de parochiekerk van de tot de Vlaams-Brabantse gemeente Merchtem behorende plaats Ossel, gelegen aan de Kasteelstraat.

## Geschiedenis
Ossel is een zeer oude parochie en de moederparochie van Brussegem, Meuzegem, Wolvertem, Rossem, Impde en Londerzeel. In 1139 werd het patronaatsrecht van de kerken van Ossel en Londerzeel geschonken aan de Abdij van Affligem.
De huidige kerk heeft als oudste deel de westtoren die vermoedelijk uit omstreeks 1300 stamt. In de 16e en begin 17e eeuw werd het koor en het kerkschip gebouwd. In 1632 werden het dak en het gewelf vernieuwd. In 1778-1779 werden de sacristie en een bergruimte opgericht. Ook werden de zijbeuken verbreed.
In 2007 werden sporen van laatmiddeleeuwse polychrome versieringen op de ribben van het gewelf ontdekt.

## Gebouw
Het betreft een driebeukige pseudobasiliek met ingebouwde westtoren en driezijdig afgesloten koor. De kerk is opgetrokken in zandhoudende kalksteen. De toren heeft twee geledingen en een ingesnoerde naaldspits. De zijgevels van het schip zijn in baksteen. Op de voorgevel zijn twee merkwaardige pilasters aangebracht.

## Interieur
Van ongeveer 1600 is een houten kruisbeeld. Ook zijn er 18e-eeuwse beeldjes van Sint-Drogo en Sint-Jacobus de Meerdere. In het koor bevindt zich een portiekaltaar uit ongeveer 1700 in late barokstijl. De zijaltaren zijn van ongeveer 1800 en vertonen classicistische stijlelementen.
Het orgel werd gebouwd door Antoine Coppin en stamt uit 1817.